# Vadertje Langbeen
Vadertje Langbeen is een Nederlandse film uit 1938, in geluid en zwart-wit. Het is een bewerking van de verfilming Daddy-Long-Legs (1919) naar het boek van Jean Webster. De film trok destijds volle zalen en betekende voor Rudolf Meyer en Lily Bouwmeester een prolongatie van hun succes. Het was hun tweede samenwerking. Eerder werkten ze samen aan Pygmalion (1937), een film die een overdonderend succes werd.

## Verhaal
Judy Aalders groeit op in een streng weeshuis, onder begeleiding van mevrouw Lippens. Hoewel al de andere wezen tegen haar opkijken, lijdt ze onder het zware bestaan. De enige manier waarop ze haar dagen met lange werkuren doorkomt, zijn haar dromen van een betere toekomst. Tijdens een inspectie krijgt ze de schuld van het maken van een spottende tekening. Ze ontkent verantwoordelijk te zijn voor het kattenkwaad en vertelt dat ze voelt dat ze heel haar leven in een gevangenis heeft geleefd.
Directeur Woudenberg is getuige van haar confrontatie tegen het bestuur en toont sympathie. Hij besluit haar te adopteren en biedt haar de kans te gaan studeren. Ze is hem ontzettend dankbaar en hoewel ze zijn echte naam niet kent en hem nooit mag zien, noemt ze hem liefkozend Vadertje Langbeen. Tijdens haar studie raakt ze bevriend met kamergenoten Ina Donkers en Doris van Woudenberg, een nicht van Albert. In tegenstelling tot haar medestudenten is Judy erg ambitieus. Ze streeft namelijk naar een carrière als succesvolle schrijfster. Ze wordt regelmatig bezocht door mevrouw Van Dedum, die ze ziet als een moederfiguur. Judy stuurt uit dank vele brieven over haar vorderingen, maar later ook over privézaken.
Albert voelt zich beledigd als ze in een van haar brieven openbaart dat ze denkt dat het een oude man is. Hij regelt via contactpersoon Van Dedum een ontmoeting met haar en houdt hierbij zijn identiteit geheim. Ze vallen onmiddellijk als een blok voor elkaar. Hij verleidt haar op een feest, waar ze elkaar nauwelijks kunnen weerstaan. Dit zorgt voor jaloezie bij Frits Donkers, de broer van Ina en Judy's stille minnaar. Hij probeert haar jaloers te maken door te dansen met Doris, maar heeft hier geen succes in.
Naarmate ze elkaar beter leren kennen, worden Judy en Albert steeds meer verliefd. Hoewel ze hem regelmatig vertelt over Vadertje Langbeen, is hij nog steeds vastberaden zijn ware identiteit geheim te houden. Via zijn alias helpt hij haar met de publicatie van haar nieuwe boek. Ze ontvangt 1000 gulden, die ze gebruikt als afbetaling voor haar studie en als donatie voor de kinderen in het weeshuis.
Op een gegeven moment doet Albert een huwelijksaanzoek, maar Judy denkt dat ze niet goed genoeg voor hem is en weigert dit. Albert vertrekt gebroken en raakt betrokken bij een klein auto-ongeluk. Later leest hij een brief die ze naar Langbeen heeft gestuurd, waarin ze hem de reden van haar afwijzing toevertrouwt. Ze is op zoek naar iemand die haar kan steunen en wil dolgraag Langbeen in persoon ontmoeten. Ze bezoekt zijn huis, waar ze tot de ontdekking komt wie de man achter Vadertje Langbeen is. Ze realiseert zich dat hij van haar houdt en niet maalt om haar afkomst. Ze herenigen zich met elkaar en Albert kondigt hun verloving aan.

## Rolbezetting
| Acteur                      | Personage                                  |
| --------------------------- | ------------------------------------------ |
| Lily Bouwmeester            | Judy Aalders                               |
| Paul Storm                  | Albert Woudenberg, alias Vadertje Langbeen |
| Emma Morel                  | Mevrouw van Dedum                          |
| Heleen Pimentel             | Doris van Woudenberg                       |
| Jan Retèl                   | Frits Donkers                              |
| Sara Heyblom                | Mevrouw van Woudenberg                     |
| Gusta Chrispijn-Mulder      | Mevrouw Lippens                            |
| Lies de Wind                | Ina Donkers                                |
| Lau Ezerman                 | Johan, Alberts bediende                    |
| Aaf Bouber                  | Moeder Bartel, huishoudster                |
| Herman Bouber               |                                            |
| Joke Bosch                  |                                            |
| Constant van Kerckhoven Jr. |                                            |
| Peronne Hosang              |                                            |
| Bob de Lange                |                                            |
| Piet te Nuyl sr.            |                                            |
| Carla Lipp                  |                                            |
| Jackie de Jong              |                                            |
| Paul Steenbergen            |                                            |

## Productie
Naar aanleiding van het succes van Pygmalion (1937), besloten producent Rudolf Meyer en actrice Lily Bouwmeester opnieuw krachten te bundelen voor een nieuwe productie, Vadertje Langbeen. De opnamen werden volgens schema binnen drie weken voltooid in augustus 1938. Een journalist van het Algemeen Handelsblad was aanwezig op de set en observeerde een zeer sterke samenwerking tussen Bouwmeester en regisseur Frederich Zelnik: Zelnik prees haar om het vertrouwen dat ze schiep op de set en noemde haar acteerkunsten "ongelofelijk".
Opnamen vonden plaats in de filmstudio's te Duivendrecht. De meeste figuranten waren Leidse studenten.

## Ontvangst
De film werd door zowel het publiek, als de pers goed ontvangen. De criticus van De Tijd schreef dat Vadertje Langbeen zijn voorganger Pygmalion overtreft vanwege de "menselijke inhoud" en de "beschaafde vorm". Bouwmeester en Emma Morel werden geprezen om hun vertolking; Paul Storm gedroeg zich volgens de recensent nog "onwennig voor de camera" en kon volgens hem niet door de sterke regie van Zelnik worden gered.
Wegens het succes van Vadertje Langbeen, was het plan dat er ook vertoningen in het buitenland zouden plaatsvinden. De film werd echter niet toegelaten in de Verenigde Staten, wegens een rechtszaak die 20th Century Fox er tegen aanspande.
In 1963/64 speelde Jenny Arean de hoofdrol in de musical 'Vadertje Langbeen', geregisseerd door Harry Bannink, uitgezonden op televisie door de NCRV.